# Израильско-российские отношения
Израильско-российские отношения — двусторонние дипломатические отношения между Израилем и Россией.
Посол Израиля в России — Симона Гальперин (с 2024). 
Посол России в Израиле — Анатолий Викторов (с 2018).

## История
В 1947 году СССР принял решение поддержать план раздела Палестины с целью противостояния политике Великобритании. Коммунистическое руководство СССР рассчитывало на дружественные отношения с руководством Израиля, возглавляемое социалистическими лидерами. СССР признал Израиль сразу после провозглашения и установил с ним дипломатические отношения. В феврале 1953 года в знак протеста против антисемитской кампании в СССР и в «странах народной демократии» членами «националистического „Црифинского подполья“» была взорвана бомба на территории советского посольства. Несмотря на отсутствие жертв и последующее осуждение организаторов акции, СССР разорвал дипломатические отношения с Израилем. Они были восстановлены уже в июле того же года после смерти И. В. Сталина и прекращения «Дела врачей».
Однако Израиль не проводил просоветскую политику, а стал ориентироваться на Запад и США. При этом СССР поддерживал ряд арабских государств, враждебно настроенных к Израилю.
10 июня 1967 года дипотношения были разорваны по инициативе СССР в связи с началом Шестидневной войны.
Более 20 лет интересы СССР в Израиле представляло посольство Финляндии, а Израиля в СССР — посольство Нидерландов. В июле 1987 года в Тель-Авиве начала действовать группа советских консульских работников в составе трех человек. В декабре 1990 года было решено учредить генеральные консульства в Москве и Тель‑Авиве.
Дипломатические отношения между Израилем и СССР были восстановлены 18 октября 1991 года. По свидетельству израильского дипломата Анны Азари, «примерно с 1985 года начались первые секретные переговоры (Израиля) с СССР. Переговоры шли через Геннадия Тарасова… В 1988 году в СССР отправилась первая израильская делегация».
18 декабря 1991 года посол СССР Александр Бовин вручил верительные грамоты Президенту Израиля Хаиму Герцогу.

## После распада СССР
26 декабря 1991 года, через восемь дней после вручения верительных грамот, Советский Союз прекратил своё существование. Россия как правопреемник СССР сохранила дипломатические отношения с Израилем после распада СССР. Александр Бовин стал первым послом Российской Федерации в Израиле.
После распада Советского Союза Израиль признал независимость бывших республик СССР и установил дипломатические отношения с ними.
Наиболее важной из этих стран в дипломатическом, военном и экономическом отношении была Россия, которая заменила Советский Союз в качестве постоянного члена Совета Безопасности ООН.
Россия содержит посольство в Тель-Авиве и консульство в Хайфе. Израиль имеет посольство в Москве и консульство в Санкт-Петербурге.
На протяжении многих лет Израиль является целью эмиграции евреев из России и других республик бывшего СССР. Начиная с конца 1980-х годов там образовалось крупное русскоязычное меньшинство. В Израиле проживает более миллиона бывших советских граждан, большая часть которых прибыла из России.
В 2005 году состоялся официальный визит президента России Владимира Путина в Иерусалим. В ходе визита Путин подарил Израилю памятник памяти погибших в ходе Холокоста работы Зураба Церетели.
В 2008 году страны подписали договор об установлении взаимного безвизового режима посещения.
В июле 2012 года президент России Владимир Путин прибыл в Израиль на открытие в Нетании мемориала бойцам Красной армии. Памятник был построен на средства российских еврейских бизнесменов.
В мае 2014 года российское правительство инициировало переговоры по заключению меморандума о взаимопонимании между Федеральной службой охраны Российской Федерации и Канцелярией премьер-министра Государства Израиль о создании прямой шифрованной линии связи между Владимиром Путиным и Биньямином Нетаньяху. Предложение было внесено ФСО и одобрено Председателем Правительства Российской Федерации Дмитрием Медведевым.
В мае 2022 года разгорелся дипломатический скандал. Вечером 1 мая вышло интервью министра иностранных дел РФ Сергея Лаврова телекомпании «Медиасет», в котором тот в ходе своего ответа на один из вопросов заявил следующее: «Могу ошибиться, но у Адольфа Гитлера тоже была еврейская кровь. Это абсолютно ничего не значит. Мудрый еврейский народ говорит, что самые ярые антисемиты, как правило, евреи. В семье не без урода, как у нас говорят». Данное заявление вызвало острую реакцию Израиля: глава правительства Нафтали Беннет обвинил Лаврова во лжи и призвал прекратить использование Холокоста еврейского народа в качестве политического инструмента; глава Министерства иностранных дел Израиля Яир Лапид назвал слова Лаврова ужасной исторической ошибкой и обвинил его в расизме по отношению к евреям, а российский посол был вызван для разъяснительной беседы. Утром 3 марта МИД России опубликовало в своём телеграм-канале заявление «Об антисемитизме», которое содержит попытки аргументировать позицию Лаврова и обвинить правительство Израиля в поддержке «неонацистского режима в Киеве». 5 мая канцелярия премьер-министра Израиля сообщила, что Владимир Путин извинился за слова Сергея Лаврова в ходе телефонного разговора с Нафтали Беннетом и прояснил позицию по поводу еврейского народа и памяти Холокоста; извинение было принято. В то же время, Кремль также сообщил о телефонном разговоре, но не упомянул ничего об извинениях, которые принёс Путин.
В июле 2022 года появились сообщения, что Минюст России просит ликвидировать в стране еврейское агентство Сохнут, оказывающее помощь при репатриации в Израиль. В ответ на что Израиль направил в Москву правительственную делегацию, чтобы обеспечить продолжение деятельности еврейского агентства. Комментируя данную ситуацию премьер-министр Израиля Яир Лапид заявил, что закрытие агентства Сохнут в России будет иметь серьёзные последствия.
Президент России Владимир Путин высказываясь по поводу нападения ХАМАС на Израиль в 2023 году, заявил, что Израиль имеет право защищать себя, но также раскритиковал ответную военную операцию и заявил, что Израиль не должен осаждать сектор Газа так, как нацистская Германия осаждала Ленинград. Подобное сравнение вызвало возмущение в Израиле. Путин предложил, что Россия могла бы выступить посредником в этом конфликте. В ноябре 2023 года посол Израиля в ООН назвал критику России по отношению к военным действиям Израиля в Газе «смешной», обвинив Россию в попытке отвлечь внимание от своего вторжения на Украину. В результате конфликта отношения между Израилем и Россией ухудшились: Израиль перестал заранее уведомлять Россию о своих авиаударах в Сирии.
Из-за войны между Израилем и ХАМАС, в Северо-Кавказском регионе России резко возросли антисемитские демонстрации и нападения на еврейские учреждения.
В июне 2025 года Путин осудил израильские удары по Ирану.

## Интересы России на Ближнем Востоке и их влияние на отношения с Израилем
После распада Советского Союза Россия стремилась укрепить свои позиции и влияние на международной арене, в том числе и на Ближнем Востоке.
Для достижения этой цели Россия должна была занять объективную сторону в израильско-палестинском конфликте и стать стратегическим партнёром США в поисках урегулирования конфликта.
В рамках этого в 2002 году был создан так называемый Ближневосточный квартет — объединение Евросоюза, России, США и ООН для консолидации усилий по мирному урегулированию Арабо-израильского конфликта.
Группа была создана в 2002 году в Мадриде премьер-министром Испании Хосе Мария Аснаром из-за эскалации конфликта на Ближнем Востоке. Тони Блэр является нынешним специальным уполномоченным от «Квартета».
Несомненный интерес для России представляет опыт, накопленный Израилем в борьбе с исламистскими террористическими организациями. Российские силовые структуры в Чечне используют опыт Израиля в борьбе с терроризмом.
В 2000 году член Кнессета Натан Щаранский посетил Россию и выразил поддержку израильских правительственных организаций в борьбе России с чеченским терроризмом. Таким образом, Израиль стал одним из немногих стран на Западе, которые заявили о своей поддержке России в этом отношении.
Катастрофа Ил-20 в Сирии: 17 сентября 2018 года Минобороны России сообщило, что база Хмеймим потеряла связь с самолётом Ил-20, на борту которого находились 14 военнослужащих. Связь пропала в 23:00 по Москве, когда самолёт находился над акваторией Средиземного моря в 35 километрах от побережья Сирии; 18 сентября стало известно, что самолёт был сбит сирийским комплексом С-200 из-за атаки израильскими F-16 по сирийской провинции Латакия, таким образом под удар ПВО был подставлен заходящий на посадку российский самолёт. Израиль отказался комментировать эту информацию. Министерство обороны России заявило, что это был враждебный и провокационный шаг со стороны Израиля.

## Торговые отношения
В 2018 году товарооборот сельскохозяйственной продукции между двумя странами вырос на 8,9 % до 502 млн долларов по сравнению с 2017 годом. Основная доля прироста пришлась на поставки российской продукции в еврейское государство: прирост 38,3 %. Израиль поставляет в Россию овощи, фрукты, цветы и фруктовые соки. Российский экспорт в Израиль состоит в основном из злаковых, готовых продуктов питания и растительных масел.

## Сотрудничество в области культуры, науки и образования
Отношения в области культуры и образования между Израилем и Россией получили официальный статус после подписания «Соглашения о сотрудничестве в области культуры и образования» (1994).
В том же году было подписано соглашение, регулирующее двустороннее сотрудничество в области науки.
В течение 9 лет, начиная с 2000 года, в Парке Яркон в Тель-Авиве проводился фестиваль «Из России с любовью». В нём принимали участие многие популярные артисты из России. Ведущие израильские компании, такие как автобусная «Эгед», телефонная «Безек», и управление лотерей «Мифаль а-паис» являлись официальными спонсорами фестиваля. В 2009 году фестиваль был отменён по причинам экономического плана.
Израиль ежегодно предоставляет стипендии на обучение и стажировку гражданам России и ряда других стран.. В последние три года[когда?] условия таковы, что 50 % стоимости обучения (не более 6000 долларов) покрывается стипендией, а остальное доплачивает студент. Ежемесячные выплаты составляли 850 долларов.

## Образ России в учебниках Израиля
В учебниках Израиля Российская империя и Советский Союз представлены как антисемитские государства. Многие положительные аспекты двусторонних отношений Израиля и СССР, особенно в период создания еврейского государства, игнорируются, по мнению ИНИОН.
В израильских учебниках акцентируется внимание на негативном опыте жизни еврейской общины в Российской империи. Более того, Российская империя и СССР представляются как антисемитские государства, а Россия изображается как противник национального движения евреев. Советский Союз представлен как гегемон, и игнорируются многие положительные моменты в отношениях, включая роль СССР в создании государства Израиль после Второй мировой войны.